# Texmar United
El Texmar United fue un equipo de fútbol semi-profesional de Belice que alguna vez jugó en la Super Liga de Belice.

## Historia
Fue fundado en el año 2006 en la ciudad de Mango Creek con el nombre Texmar Boys y fue uno de los equipos fundadores de la Super Liga de Belice, liga paralela a la Liga Premier de Fútbol de Belice, con la diferencia de que no era reconocida por la Federación de Fútbol de Belice.
Fue el club más ganador de la liga con 2 títulos, aunque el club desapareció en el año 2010 por problemas financieros.

## Palmarés
- Super Liga de Belice: 2

2007, 2009

## Jugadores

### Jugadores destacados
- Gilmore Palacio
- Robert Muschamp